# Gmina Jabłonowo Pomorskie
Die Gmina Jabłonowo Pomorskie (bis 1991 Gmina Jabłonowo) ist eine Stadt-und-Landgemeinde im Powiat Brodnicki der Woiwodschaft Kujawien-Pommern in Polen. Ihr Sitz ist die gleichnamige Stadt (deutsch Jablonowo, 1903–1945 Goßlershausen) mit etwa 3800 Einwohnern.

## Geographie
Die Gemeinde grenzt im Nordwesten an die Woiwodschaft Ermland-Masuren und liegt im ehemaligen Westpreußen, etwa 25 Kilometer ostsüdöstlich von Grudziądz (Graudenz) und 50 Kilometer nordöstlich von Toruń (Thorn). Die Kreishauptstadt Brodnica (Strasburg) ist etwa 12 Kilometer entfernt.

## Geschichte
Die Gemeinde besteht seit 1973. Von 1975 bis 1998 gehörte sie zur Woiwodschaft Thorn. Ihr Hauptort erhielt 1954 den Status einer Siedlung städtischen Typs und 1962 die Stadtrechte.

## Gliederung
Zur Stadt-und-Landgemeinde (gmina miejsko-wiejska) Jabłonowo Pomorskie gehören neben der Stadt selbst die folgenden 16 Dörfer mit einem Schulzenamt (solectwo):
| polnischer Name                      | deutscher Name (1815–1920)                  | deutscher Name (1939–1945)                                |
| ------------------------------------ | ------------------------------------------- | --------------------------------------------------------- |
| Adamowo                              | Adamsdorf                                   | Adamsdorf                                                 |
| Budziszewo                           | Budzischewo 1876–1920 Waitzenau             | Waitzenau                                                 |
| Buk Góralski                         | Buggorall 1904–1920 Leinefelde              | Leinefelde                                                |
| Bukowiec                             | Bukowitz                                    | Bukowitz                                                  |
| Buk Pomorski                         | Königlich Buchwalde                         | Buchwalde                                                 |
| Górale                               | Goral                                       | 1939–1942 Goral 1942–1945 Leineberg                       |
| Gorzechówko                          | Gorzechowko 1875–1919/20 Hochheim           | Hochheim                                                  |
| Jabłonowo-Zamek                      | Gut Jablonowo                               | 1939–1942 Schloß Jablonowo 1942–1945 Schloß Goßlershausen |
| Kamień                               | Kamin                                       | 1939–1942 Kamin 1942–1945 Steine                          |
| Konojady                             | Konojad                                     | 1939–1942 Konojad 1942–1945 Koppelgrund                   |
| Lembarg                              | Lemberg                                     | Lemberg                                                   |
| Mileszewy                            | Mileszewo                                   | 1939–1942 Mileszewo 1942–1945 Meiler                      |
| Nowa Wieś                            | Adlig Neudorf                               | Adligneudorf                                              |
| Piecewo                              | Piecewo                                     | 1939–1942 Piecewo 1942–1945 Ofen                          |
| Płowęż (mit St. Margaretha (Płowęż)) | Groß Plowenz                                | 1939–1942 Groß Plowenz 1942–1945 Freiwald                 |
| Szczepanki                           | Deutsch Szczepanken 1881–1920 Dietrichsdorf | Dietrichsdorf                                             |

Weitere Ortschaften der Gemeinde sind Góraliki, Jaguszewice (Jaguschewitz) und Płowężek (Waldheim).

## Verkehr
Die Woiwodschaftsstraße 543 führt vom Hauptort in westlicher Richtung nach Radzyń Chełmiński und in südöstlicher Richtung nach Brodnica.
Im Bahnhof Jabłonowo Pomorskie trifft die Bahnstrecke Działdowo–Chojnice auf die Strecke Toruń–Olsztyn. Bis Anfang der 1990er Jahre zweigte hier die Bahnstrecke Jabłonowo Pomorskie–Prabuty ab.
Der internationale Flughafen Bydgoszcz liegt etwa 80 Kilometer südwestlich, der Frédéric-Chopin-Flughafen Warschau ist 180 Kilometer entfernt.